# Église de Pitäjänmäki
L'église de Pitäjänmäki (en finnois : Pitäjänmäen kirkko, en suédois : Sockenbacka kyrka) est une église située dans le quartier Pitäjänmäki à Helsinki en Finlande.